# Cultura di Hemudu

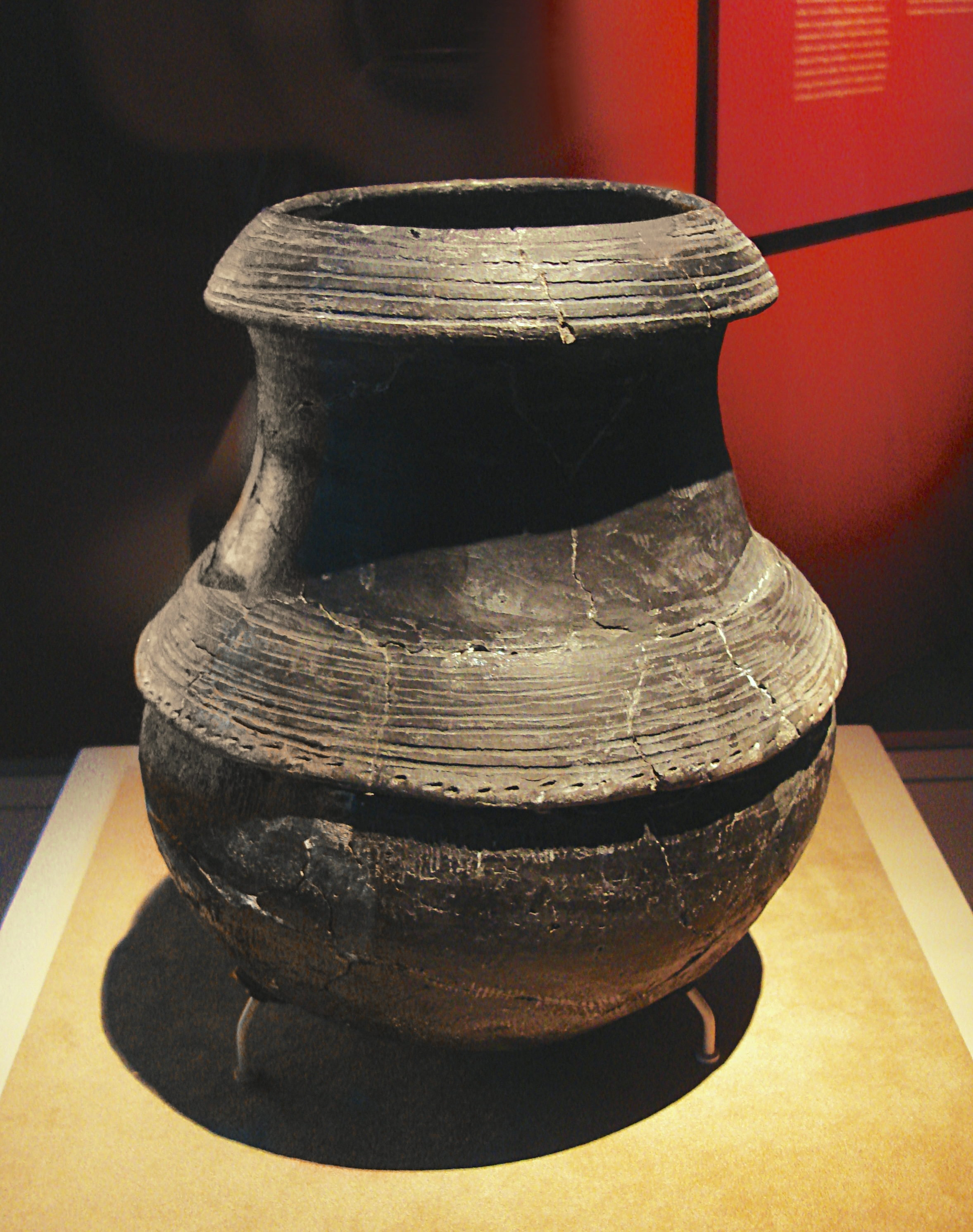
Vasellame nero della cultura di Hemudu.

La cultura di Hemudu (河姆渡文化) (5000 - 4500 a.C.) è stata una cultura neolitica fiorita in Cina nella baia di Hangzhou, nello Jiangnan, nei pressi della moderna città di Yuyao, nella provincia di Zhejiang. Il sito di Hemudu si trova a 22 km a nord-ovest di Ningbo e fu scoperto nel 1973. Siti appartenenti alla stessa cultura furono trovati anche nelle isole di Zhoushan.

## Caratteristiche
La cultura di Hemudu coesistè con la cultura di Majiabang come due entità separate e distinte, sia pure con trasmissioni culturali reciproche. Due grandi alluvioni provocarono la deviazione del corso del vicino fiume Yaojiang e l'indondazione del suolo con acque ad elevata salinità, che costrinsero gli abitanti all'abbandono degli insediamenti. La popolazione di Hemudu viveva in lunghe case su palafitte.
La cultura di Hemudu fu tra le prime a coltivare il riso. La maggior parte dei manufatti ritrovati a Hemudu consistono di ossa animali, come le zappe ricavate da ossa della spalla e utilizzate per la coltivazione del riso.
La cultura di Hemudu produsse anche oggetti in legno laccato.
Nel sito sono stati ritrovati resti di varie piante tra cui la castagna d'acqua, fior di loto asiatico, 
ghiande, fagioli, Gorgon euryale e zucche del tipo Lagenaria siceraria. Si ritiene che fossero stati addomesticati il maiale, il bufalo d'acqua e il cane. 

Veniva praticata la caccia e la pesca, come è deducibile dai resti di arpioni, archi e frecce fatti di osso. Sono stati ritrovati anche  strumenti musicali come zufoli di osso e tamburi di legno.
Il vasellame era di grosso spessore e poroso; il caratteristico colore nero veniva ottenuto miscelando la polvere di carbone vegetale. La decorazione era tipicamente a base di disegni geometrici, ma veniva utilizzato anche lo stile tipico della cultura della ceramica cordata.
 
Venivano prodotti anche ornamenti in giada, avorio intarsiato e piccole figurine in terracotta.